# 視聴覚およびデジタル通信規制局
視聴覚およびデジタル通信規制局 (しちょうかくおよびでじたるつうしんきせいきょく、Autorité de régulation de la communication audiovisuelle et numérique、略称：Arcom) は、フランスにおける電気通信・放送・デジタル等の規律・監督を行う規制機関である。
2022年1月1日、視聴覚最高評議会、インターネット上での作品の配布と権利の保護に関する最高機関と合併、発足した。
委員は9人で構成され、3人は元老院議長、3人は国民議会議長、1人ずつ国務院、破毀院、委員長は共和国大統領によって直接任命される。